# 赫斯拉
赫斯拉（Hesla），是印度贾坎德邦Hazaribag县的一个城镇。总人口5860（2001年）。

## 人口
该地2001年总人口5860人，其中男性3108人，女性2752人；0—6岁人口721人，其中男387人，女334人；识字率78.29%，其中男性为82.79%，女性为73.22%。